# Aleksa Bečić
Pour l’article homonyme, voir  Bečić.
Aleksa Bečić (en serbe Алекса Бечић), né le 4 août 1987 à Cetinje, est un homme politique monténégrin. 

## Biographie
Membre du Parti socialiste populaire du Monténégro de 2010 à 2015, il fonde le parti centriste Monténégro démocratique en 2015 et en devient le président. Il est élu au Parlement du Monténégro lors des élections législatives de 2016, lorsque son parti obtient 10% des voix.